# 李名芳
李名芳（？—1592年），號昌海，直隸蘇州府嘉定縣籍徽州府歙縣人，明朝政治人物。

## 生平
萬曆十九年（1591年）舉辛卯科應天府鄉試舉人。萬曆二十年（1592年）聯登壬辰科第三甲第二百十八名進士，禮部觀政，改翰林院庶吉士，卒。

## 家族
曾祖李鼎；祖父李文邦；父李汝錫。